# Bảo tàng Oskar Kolberg ở Przysucha
Bảo tàng Oskar Kolberg ở Przysucha (tiếng Ba Lan: Muzeum im. Oskara Kolberga w Przysusze) là một bảo tàng tiểu sử tọa lạc tại số 11 Đại lộ John Paul II, Przysucha, Ba Lan. Bảo tàng triển lãm các hiện vật và kỷ vật có liên quan đến cuộc đời và sự nghiệp của Oskar Kolberg - một nhà dân tộc học kiêm nhà sưu tầm văn học dân gian người Ba Lan sống vào thế kỷ 19.

## Lược sử hình thành
Từ thập niên 1970, Hội Văn hóa Przysuski bắt đầu sưu tập về Oskar Kolberg và tổ chức các cuộc triển lãm dân tộc học và lịch sử. Năm 1979, bộ sưu tập của Hội Văn hóa Przysuski được chuyển giao cho Bảo tàng Nhạc cụ dân gian ở Szydłowiec, và một chi nhánh của bảo tàng này được dự định sẽ mở ở Przysucha.
Bảo tàng Oskar Kolberg ở Przysucha chính thức được khánh thành vào năm 1990, nhân kỷ niệm 100 năm ngày mất của Oskar Kolberg. Trụ sở của Bảo tàng là Trang viên Dembiński, được xây dựng vào nửa sau thế kỷ 19. Từ năm 1992, Bảo tàng trở thành một chi nhánh của Bảo tàng Làng Radom ở Radom.

## Triển lãm
Triển lãm thường trực của Bảo tàng Oskar Kolberg ở Przysucha giới thiệu về tiểu sử của Oskar Kolberg và lịch sử của Przysucha trong thế kỷ 18 và 19. Các bộ sưu tập của Bảo tàng được xây dựng từ các kho lưu trữ, thư viện và viện bảo tàng khác.